# Réseau de bus de la Vallée de Montmorency
Le réseau de bus de la Vallée de Montmorency est un réseau de transports en commun par autobus circulant en Île-de-France, organisé par Île-de-France Mobilités et la communauté d'agglomération Plaine Vallée. Il est exploité par le groupe Transdev à travers la société Transdev Valmy depuis le 1er août 2021.
Il se compose de dix-huit lignes qui desservent principalement le bassin de vie de la vallée de Montmorency.

## Histoire

Logo de l’ancien réseau Valmy.

Le réseau de bus de la Vallée de Montmorency est créé durant les années 1950[réf. nécessaire] sous le nom de Valmy, sigle reprenant le nom de la région naturelle de la vallée de Montmorency. Il permettait de desservir principalement les communes d'Andilly, d'Enghien-les-Bains, de Montmorency, de Saint-Gratien, de Sarcelles et de Soisy-sous-Montmorency.

## Développement du réseau

### Aménagements progressifs
En juin 1999, un projet de création d'une ligne 39 visant à relier la gare de Pierrefitte - Stains à l'Hôtel de Ville de Montmagny a été abandonné. L'itinéraire envisagé a été finalement repris en janvier 2000 par des navettes de l'ancienne ligne 254 du réseau de bus RATP.
Le 30 août 2010, les lignes dominicales ont été restructurées. La ligne rouge a été intégrée à la ligne 14, la ligne jaune à la ligne 15A, la ligne verte à la ligne 15M, et la ligne bleue à la ligne 110,.
Le 3 novembre 2014, la ligne 14 a vu son offre renforcée toute la semaine à la suite de l'augmentation de la fréquentation de la ligne.

### Mise en service de la ligne T5 du tramway
Lors de la mise en service du T5 le 29 juillet 2013, la ligne 37 a été prolongée au nord jusqu'à Les Cholettes via la gare de Groslay et la ZAC des Monts de Sarcelles.

### Mise en service de la ligne T8 du tramway
Afin d'accompagner la mise en service de la ligne 8 du tramway d'Île-de-France, cinq lignes du réseau ont vu leur service commercial affecté, :
- la ligne 11 a vu son terminus prolongé de la gare d'Épinay-sur-Seine à la gare de Saint-Gratien afin de reprendre l'itinéraire abandonné de la ligne 261 du réseau de bus RATP, et à vu la création d'un service dominical. De plus, la fréquence a été renforcée et l'amplitude horaire élargie.
- les lignes 15A et 15M ont modifié leur numérotation sous les indices respectifs 16 et 15. Cette dernière a vu son terminus déplacé de la gare d'Enghien-les-Bains à la gare d'Épinay - Villetaneuse, et sa fréquence renforcée.
- la ligne 37 a vu ses terminus prolongés à la gare d'Épinay-sur-Seine au sud, et à la station "Les Flanades" au nord. De plus, la fréquence a été renforcée et un service a été créé le week-end.
- la ligne 110 a été supprimée, son offre étant reprise par la ligne 11.

### Grand Paris des Bus
Dans le cadre de l'opération dénommée Grand Paris des Bus menée par Île-de-France Mobilités, trois lignes du réseau ont bénéficié d'un renforcement à compter du 27 août 2018, :
- la ligne 14 a vu son amplitude horaire élargie, le soir jusqu'à 1 h du matin, afin de coïncider avec les fréquences de la ligne H du Transilien. De plus, de nouveaux véhicules d'une longueur de 15 mètres sont venus remplacer le parc de la ligne afin d'augmenter la capacité de 30 %.
- la ligne 15 a vu son amplitude horaire élargie, le matin, afin de coïncider avec les fréquences de la ligne H du Transilien. De plus, la fréquence a été renforcée avec une desserte toutes les 11 min aux heures de pointe et toutes les 23 min aux heures creuses.
- la ligne 16 a vu son amplitude horaire élargie, le matin et le soir, afin de coïncider avec les fréquences de la ligne H du Transilien. De plus, la fréquence a été renforcée avec une desserte toutes les 12 min aux heures de pointe et toutes les 23 min aux heures creuses.

### Ouverture à la concurrence
À la suite de l'ouverture à la concurrence des transports en commun en Île-de-France, le réseau de bus Valmy est devenu Vallée de Montmorency le 1er août 2021, correspondant à la délégation de service public numéro 5 établie par Île-de-France Mobilités. Un appel d'offres a donc été lancé par l'autorité organisatrice afin de désigner une entreprise qui succédera à l'exploitation de Transdev Transports du Val-d'Oise (Transdev TVO) pour une durée de sept ans. C'est finalement Transdev, via sa filiale Transdev Valmy, qui a été désigné lors du conseil d'administration du 11 février 2021. En date de son ouverture à la concurrence, le réseau se composait des lignes 10, 11, 12, 13, 14, 15, 16, 33 (SoisyBus) et 37 de l'ancien réseau de bus Valmy, mais aussi des lignes 30-13, 30-39, 38-02, 38-03 et 38-05 des anciens réseaux de bus Valbus et Parisis exploités par Les Cars Rose et les Cars Lacroix.
Le 22 août 2022, prévu initialement le 7 mars 2022, les lignes 12 et 13 sont modifiées et les lignes 17 et 27 sont créées. La ligne 17 a repris la navette d'Écouen de la ligne 13 ainsi que le Dobus, service urbain de Domont tandis que la ligne 27 relie l'hôpital d'Eaubonne à la gare de Garges - Sarcelles, remplaçant ainsi une partie du tronçon de la ligne 95.02 du réseau Busval d'Oise. Enfin, deux lignes Bus Soirée sont créées respectivement à Domont et à Écouen.

### Renumérotation des lignes
Depuis le 28 août 2023, le réseau est l'un des premiers à appliquer le nouveau principe de numérotation régionale unique planifié par Île-de-France Mobilités, supprimant les doublons. La correspondance entre anciens et nouveaux numéros est la suivante :
| Ancien numéro | Nouveau numéro |
| ------------- | -------------- |
| 10            | 1510           |
| 11            | 1511           |
| 12            | 1512           |
| 13            | 1513           |
| 14            | 1514           |
| 15            | 1515           |
| 16            | 1516           |
| 17            | 1517           |
| 27            | 1527           |
| 33 (SoisyBus) | 1533           |
| 37            | 1537           |
| 30-13         | 1518           |
| 30-39         | 1519           |
| 38-02         | 1520           |
| 38-03         | 1521           |

## Lignes du réseau

### Lignes de 1510 à 1519
| Ligne | Caractéristiques | Caractéristiques                                                                               | Caractéristiques                                                                               | Caractéristiques                                                                               | Caractéristiques                                                                               | Caractéristiques                                                                               | Caractéristiques                                                                               | Caractéristiques                                                                               | Caractéristiques                                                                               |
| 1510  | Ermont - Eaubonne — Gare RER SNCF ⥋ Soisy-sous-Montmorency — Parc des Sources | Ermont - Eaubonne — Gare RER SNCF ⥋ Soisy-sous-Montmorency — Parc des Sources                  | Ermont - Eaubonne — Gare RER SNCF ⥋ Soisy-sous-Montmorency — Parc des Sources                  | Ermont - Eaubonne — Gare RER SNCF ⥋ Soisy-sous-Montmorency — Parc des Sources                  | Ermont - Eaubonne — Gare RER SNCF ⥋ Soisy-sous-Montmorency — Parc des Sources                  | Ermont - Eaubonne — Gare RER SNCF ⥋ Soisy-sous-Montmorency — Parc des Sources                  | Ermont - Eaubonne — Gare RER SNCF ⥋ Soisy-sous-Montmorency — Parc des Sources                  | Ermont - Eaubonne — Gare RER SNCF ⥋ Soisy-sous-Montmorency — Parc des Sources                  | Ermont - Eaubonne — Gare RER SNCF ⥋ Soisy-sous-Montmorency — Parc des Sources                  |
| ----- | --- | ---------------------------------------------------------------------------------------------- | ---------------------------------------------------------------------------------------------- | ---------------------------------------------------------------------------------------------- | ---------------------------------------------------------------------------------------------- | ---------------------------------------------------------------------------------------------- | ---------------------------------------------------------------------------------------------- | ---------------------------------------------------------------------------------------------- | ---------------------------------------------------------------------------------------------- |
| 1510  | Ouverture / Fermeture 4 septembre 2000 / — | Longueur 8,55 km                                                                               | Durée 20 min                                                                                   | Nb. d’arrêts 21                                                                                | Matériel Citaro C2 GX 137 GX 327                                                               | Jours de fonctionnement L, Ma, Me, J, V, S                                                     | Jour / Soir / Nuit / Fêtes O / N / N / N                                                       | Voy. / an —                                                                                    | Dépôt Saint-Gratien                                                                            |
| 1510  | Desserte : - Villes et lieux desservis : Eaubonne, Saint-Gratien, Margency, Andilly, Soisy-sous-Montmorency - Gares desservies : Ermont - Eaubonne et Champ de courses d'Enghien |                                                                                                |                                                                                                |                                                                                                |                                                                                                |                                                                                                |                                                                                                |                                                                                                |                                                                                                |
| 1510  | Autre : - Zone traversée : 4 - Arrêt non accessibles aux UFR : — - Amplitudes horaires : La ligne fonctionne du lundi au vendredi de 5 h 25 à 21 h 20 et le samedi de 6 h 30 à 20 h 20. - Date de dernière mise à jour : 26 août 2023. |                                                                                                |                                                                                                |                                                                                                |                                                                                                |                                                                                                |                                                                                                |                                                                                                |                                                                                                |
| 1510  | Dernière actualisation : — |                                                                                                |                                                                                                |                                                                                                |                                                                                                |                                                                                                |                                                                                                |                                                                                                |                                                                                                |
| 1511  | Gare de Saint-Gratien — RER ⥋ Soisy-sous-Montmorency — Docteur Schweitzer via Andilly — Mairie | Gare de Saint-Gratien — RER ⥋ Soisy-sous-Montmorency — Docteur Schweitzer via Andilly — Mairie | Gare de Saint-Gratien — RER ⥋ Soisy-sous-Montmorency — Docteur Schweitzer via Andilly — Mairie | Gare de Saint-Gratien — RER ⥋ Soisy-sous-Montmorency — Docteur Schweitzer via Andilly — Mairie | Gare de Saint-Gratien — RER ⥋ Soisy-sous-Montmorency — Docteur Schweitzer via Andilly — Mairie | Gare de Saint-Gratien — RER ⥋ Soisy-sous-Montmorency — Docteur Schweitzer via Andilly — Mairie | Gare de Saint-Gratien — RER ⥋ Soisy-sous-Montmorency — Docteur Schweitzer via Andilly — Mairie | Gare de Saint-Gratien — RER ⥋ Soisy-sous-Montmorency — Docteur Schweitzer via Andilly — Mairie | Gare de Saint-Gratien — RER ⥋ Soisy-sous-Montmorency — Docteur Schweitzer via Andilly — Mairie |
| 1511  | Ouverture / Fermeture 4 septembre 2000 / — | Longueur 18,10 km                                                                              | Durée 40-60 min                                                                                | Nb. d’arrêts 39                                                                                | Matériel Citaro C2 GX 327 Citaro Facelift Citaro                                               | Jours de fonctionnement L, Ma, Me, J, V, S, D                                                  | Jour / Soir / Nuit / Fêtes O / N / N / O                                                       | Voy. / an —                                                                                    | Dépôt Saint-Gratien                                                                            |
| 1511  | Desserte : - Villes et lieux desservis : Saint-Gratien, Épinay-sur-Seine, Deuil-la-Barre, Enghien-les-Bains, Soisy-sous-Montmorency , Andilly et Margency - Stations et gares desservies : Saint-Gratien, Épinay — Orgemont (T8), Épinay-sur-Seine, Épinay-sur-Seine — Gare (T8), Gilbert Bonnemaison (T8) et Enghien-les-Bains |                                                                                                |                                                                                                |                                                                                                |                                                                                                |                                                                                                |                                                                                                |                                                                                                |                                                                                                |
| 1511  | Autre : - Zones traversées : 3 et 4 - Arrêt non accessibles aux UFR : — - Amplitudes horaires : La ligne fonctionne du lundi au vendredi de 5 h 17 à 22 h 30 et le week-end de 6 h 20 à 22 h 5. - Date de dernière mise à jour : 7 septembre 2023. |                                                                                                |                                                                                                |                                                                                                |                                                                                                |                                                                                                |                                                                                                |                                                                                                |                                                                                                |
| 1511  | Dernière actualisation : — |                                                                                                |                                                                                                |                                                                                                |                                                                                                |                                                                                                |                                                                                                |                                                                                                |                                                                                                |
| 1512  | Ermont - Eaubonne — Gare RER SNCF ⥋ Montmorency — La Chênée / Domont — Gare SNCF | Ermont - Eaubonne — Gare RER SNCF ⥋ Montmorency — La Chênée / Domont — Gare SNCF               | Ermont - Eaubonne — Gare RER SNCF ⥋ Montmorency — La Chênée / Domont — Gare SNCF               | Ermont - Eaubonne — Gare RER SNCF ⥋ Montmorency — La Chênée / Domont — Gare SNCF               | Ermont - Eaubonne — Gare RER SNCF ⥋ Montmorency — La Chênée / Domont — Gare SNCF               | Ermont - Eaubonne — Gare RER SNCF ⥋ Montmorency — La Chênée / Domont — Gare SNCF               | Ermont - Eaubonne — Gare RER SNCF ⥋ Montmorency — La Chênée / Domont — Gare SNCF               | Ermont - Eaubonne — Gare RER SNCF ⥋ Montmorency — La Chênée / Domont — Gare SNCF               | Ermont - Eaubonne — Gare RER SNCF ⥋ Montmorency — La Chênée / Domont — Gare SNCF               |
| 1512  | Ouverture / Fermeture 4 septembre 2000 / — | Longueur 13,55 km                                                                              | Durée 25 à 50 min                                                                              | Nb. d’arrêts 29                                                                                | Matériel GX 327 Citaro C2 Citaro                                                               | Jours de fonctionnement L, Ma, Me, J, V, S                                                     | Jour / Soir / Nuit / Fêtes O / N / N / N                                                       | Voy. / an —                                                                                    | Dépôt Saint-Gratien                                                                            |
| 1512  | Desserte : - Villes et lieux desservis : Ermont, Saint-Gratien, Soisy-sous-Montmorency, Montmorency, Andilly et Domont - Gares desservies : Ermont - Eaubonne, Champ de courses d'Enghien et Domont |                                                                                                |                                                                                                |                                                                                                |                                                                                                |                                                                                                |                                                                                                |                                                                                                |                                                                                                |
| 1512  | Autre : - Zone traversée : 4 - Arrêt non accessibles aux UFR : — - Amplitudes horaires : La ligne fonctionne du lundi au vendredi de 5 h 35 à 21 h 25 et le samedi de 6 h 15 à 21 h 5. - Particularités : En heures creuses, du lundi au vendredi, il existe des courses entre La Chênée et Gare d'Ermont - Eaubonne. A 7 h 54, la ligne 12 effectue un service de Champ de courses gare SNCF à La Chênée. - Modifications au 22 août 2022 : La ligne est prolongée jusqu'à la gare de Domont, remplaçant ainsi une partie du tronçon de la ligne 13. - Date de dernière mise à jour : 7 septembre 2023.                     |                                                                                                |                                                                                                |                                                                                                |                                                                                                |                                                                                                |                                                                                                |                                                                                                |                                                                                                |
| 1512  | Dernière actualisation : — |                                                                                                |                                                                                                |                                                                                                |                                                                                                |                                                                                                |                                                                                                |                                                                                                |                                                                                                |
| 1513  | Enghien - Mermoz — Gare SNCF ⥋ Montmorency — La Chênée | Enghien - Mermoz — Gare SNCF ⥋ Montmorency — La Chênée                                         | Enghien - Mermoz — Gare SNCF ⥋ Montmorency — La Chênée                                         | Enghien - Mermoz — Gare SNCF ⥋ Montmorency — La Chênée                                         | Enghien - Mermoz — Gare SNCF ⥋ Montmorency — La Chênée                                         | Enghien - Mermoz — Gare SNCF ⥋ Montmorency — La Chênée                                         | Enghien - Mermoz — Gare SNCF ⥋ Montmorency — La Chênée                                         | Enghien - Mermoz — Gare SNCF ⥋ Montmorency — La Chênée                                         | Enghien - Mermoz — Gare SNCF ⥋ Montmorency — La Chênée                                         |
| 1513  | Ouverture / Fermeture 31 août 1953 / — | Longueur 6,25 km                                                                               | Durée 15-30 min                                                                                | Nb. d’arrêts 18                                                                                | Matériel GX 327 Citaro C2 GX 137 L                                                             | Jours de fonctionnement L, Ma, Me, J, V, S                                                     | Jour / Soir / Nuit / Fêtes O / O / N / N                                                       | Voy. / an —                                                                                    | Dépôt Saint-Gratien                                                                            |
| 1513  | Desserte : - Villes et lieux desservis : Enghien-les-Bains, Deuil-la-Barre et Montmorency - Gares desservies : Enghien-les-Bains |                                                                                                |                                                                                                |                                                                                                |                                                                                                |                                                                                                |                                                                                                |                                                                                                |                                                                                                |
| 1513  | Autre : - Zone traversée : 4 - Arrêt non accessibles aux UFR : — - Amplitudes horaires : La ligne fonctionne du lundi au vendredi de 5 h 45 à 21 h 40 et le samedi de 6 h 45 à 20 h 50. - Modifications au 22 août 2022 :La ligne abandonne son tronçon entre La Chênée et Gare de Domont au profit de la ligne 12 ainsi que les services d'heures de pointe entre Domont et Écouen à la nouvelle ligne 17. - Date de dernière mise à jour : 26 août 2023. |                                                                                                |                                                                                                |                                                                                                |                                                                                                |                                                                                                |                                                                                                |                                                                                                |                                                                                                |
| 1513  | Dernière actualisation : — |                                                                                                |                                                                                                |                                                                                                |                                                                                                |                                                                                                |                                                                                                |                                                                                                |                                                                                                |
| 1514  | Enghien — Gare SNCF ⥋ Ermont - Eaubonne — Gare RER SNCF | Enghien — Gare SNCF ⥋ Ermont - Eaubonne — Gare RER SNCF                                        | Enghien — Gare SNCF ⥋ Ermont - Eaubonne — Gare RER SNCF                                        | Enghien — Gare SNCF ⥋ Ermont - Eaubonne — Gare RER SNCF                                        | Enghien — Gare SNCF ⥋ Ermont - Eaubonne — Gare RER SNCF                                        | Enghien — Gare SNCF ⥋ Ermont - Eaubonne — Gare RER SNCF                                        | Enghien — Gare SNCF ⥋ Ermont - Eaubonne — Gare RER SNCF                                        | Enghien — Gare SNCF ⥋ Ermont - Eaubonne — Gare RER SNCF                                        | Enghien — Gare SNCF ⥋ Ermont - Eaubonne — Gare RER SNCF                                        |
| 1514  | Ouverture / Fermeture 1er janvier 1983 / — | Longueur 6,10 km                                                                               | Durée 15-30 min                                                                                | Nb. d’arrêts 16                                                                                | Matériel GX 327 Citaro G Facelift Citaro C2 Citaro G C2 Lion's City L GX 427 Urbanway 18       | Jours de fonctionnement L, Ma, Me, J, V, S, D                                                  | Jour / Soir / Nuit / Fêtes O / O / N / O                                                       | Voy. / an —                                                                                    | Dépôt Saint-Gratien                                                                            |
| 1514  | Desserte : - Villes et lieux desservis : Enghien-les-Bains, Soisy-sous-Montmorency, Saint-Gratien, Eaubonne et Ermont - Gares desservies : Enghien-les-Bains, Champ de courses d'Enghien et Ermont - Eaubonne |                                                                                                |                                                                                                |                                                                                                |                                                                                                |                                                                                                |                                                                                                |                                                                                                |                                                                                                |
| 1514  | Autre : - Zone traversée : 4 - Arrêt non accessibles aux UFR : — - Amplitudes horaires : La ligne fonctionne du lundi au vendredi de 4 h 35 à 1 h 25, le samedi à partir de 5 h 15 et les dimanches et fêtes de 5 h 30 à 1 h 30. - Date de dernière mise à jour : 26 août 2023. |                                                                                                |                                                                                                |                                                                                                |                                                                                                |                                                                                                |                                                                                                |                                                                                                |                                                                                                |
| 1514  | Dernière actualisation : — |                                                                                                |                                                                                                |                                                                                                |                                                                                                |                                                                                                |                                                                                                |                                                                                                |                                                                                                |
| 1515  | Montmorency — La Chênée ⥋ Enghien — Gare SNCF / Gare d'Épinay - Villetaneuse | Montmorency — La Chênée ⥋ Enghien — Gare SNCF / Gare d'Épinay - Villetaneuse                   | Montmorency — La Chênée ⥋ Enghien — Gare SNCF / Gare d'Épinay - Villetaneuse                   | Montmorency — La Chênée ⥋ Enghien — Gare SNCF / Gare d'Épinay - Villetaneuse                   | Montmorency — La Chênée ⥋ Enghien — Gare SNCF / Gare d'Épinay - Villetaneuse                   | Montmorency — La Chênée ⥋ Enghien — Gare SNCF / Gare d'Épinay - Villetaneuse                   | Montmorency — La Chênée ⥋ Enghien — Gare SNCF / Gare d'Épinay - Villetaneuse                   | Montmorency — La Chênée ⥋ Enghien — Gare SNCF / Gare d'Épinay - Villetaneuse                   | Montmorency — La Chênée ⥋ Enghien — Gare SNCF / Gare d'Épinay - Villetaneuse                   |
| 1515  | Ouverture / Fermeture 4 septembre 2000 / — | Longueur 10,30 km                                                                              | Durée 20-45 min                                                                                | Nb. d’arrêts 29                                                                                | Matériel Citaro C2 GX 327 GX 337 Citaro Facelift Citaro                                        | Jours de fonctionnement L, Ma, Me, J, V, S, D                                                  | Jour / Soir / Nuit / Fêtes O / O / N / O                                                       | Voy. / an —                                                                                    | Dépôt Saint-Gratien                                                                            |
| 1515  | Desserte : - Villes et lieux desservis : Montmorency, Saint-Brice-sous-Forêt, Enghien-les-Bains, Deuil-la-Barre et Épinay-sur-Seine - Gares desservies : Enghien-les-Bains, La Barre - Ormesson et Épinay - Villetaneuse |                                                                                                |                                                                                                |                                                                                                |                                                                                                |                                                                                                |                                                                                                |                                                                                                |                                                                                                |
| 1515  | Autre : - Zones traversées : 3 et 4 - Arrêt non accessibles aux UFR : — - Amplitudes horaires : La ligne fonctionne du lundi au vendredi de 4 h 35 à 1 h 35 et le week-end de 5 h 50 à 1 h 25. - Particularités : Après 23 h, la ligne circule entre Enghien - Mermoz — Gare SNCF et Montmorency — La Chênée. - Date de dernière mise à jour : 7 septembre 2023. |                                                                                                |                                                                                                |                                                                                                |                                                                                                |                                                                                                |                                                                                                |                                                                                                |                                                                                                |
| 1515  | Dernière actualisation : — |                                                                                                |                                                                                                |                                                                                                |                                                                                                |                                                                                                |                                                                                                |                                                                                                |                                                                                                |
| 1516  | Gare d'Argenteuil — SNCF / Saint-Gratien — Gare RER ⥋ Enghien - Mermoz — Gare SNCF | Gare d'Argenteuil — SNCF / Saint-Gratien — Gare RER ⥋ Enghien - Mermoz — Gare SNCF             | Gare d'Argenteuil — SNCF / Saint-Gratien — Gare RER ⥋ Enghien - Mermoz — Gare SNCF             | Gare d'Argenteuil — SNCF / Saint-Gratien — Gare RER ⥋ Enghien - Mermoz — Gare SNCF             | Gare d'Argenteuil — SNCF / Saint-Gratien — Gare RER ⥋ Enghien - Mermoz — Gare SNCF             | Gare d'Argenteuil — SNCF / Saint-Gratien — Gare RER ⥋ Enghien - Mermoz — Gare SNCF             | Gare d'Argenteuil — SNCF / Saint-Gratien — Gare RER ⥋ Enghien - Mermoz — Gare SNCF             | Gare d'Argenteuil — SNCF / Saint-Gratien — Gare RER ⥋ Enghien - Mermoz — Gare SNCF             | Gare d'Argenteuil — SNCF / Saint-Gratien — Gare RER ⥋ Enghien - Mermoz — Gare SNCF             |
| 1516  | Ouverture / Fermeture 4 septembre 2000 / — | Longueur 10,60 km                                                                              | Durée 10-35 min                                                                                | Nb. d’arrêts 22                                                                                | Matériel GX 137 L                                                                              | Jours de fonctionnement L, Ma, Me, J, V, S, D                                                  | Jour / Soir / Nuit / Fêtes O / N / N / O                                                       | Voy. / an —                                                                                    | Dépôt Saint-Gratien                                                                            |
| 1516  | Desserte : - Villes et lieux desservis : Argenteuil, Saint-Gratien, Soisy-sous-Montmorency et Enghien-les-Bains - Gares desservies : Argenteuil, Saint-Gratien et Enghien-les-Bains |                                                                                                |                                                                                                |                                                                                                |                                                                                                |                                                                                                |                                                                                                |                                                                                                |                                                                                                |
| 1516  | Autre : - Zone traversée : 4 - Arrêt non accessibles aux UFR : — - Amplitudes horaires : La ligne fonctionne du lundi au vendredi de 5 h 25 à 23 h 10 et le week-end et jours fériés de 6 h à 23 h 20. - Date de dernière mise à jour : 7 septembre 2023. |                                                                                                |                                                                                                |                                                                                                |                                                                                                |                                                                                                |                                                                                                |                                                                                                |                                                                                                |
| 1516  | Dernière actualisation : — |                                                                                                |                                                                                                |                                                                                                |                                                                                                |                                                                                                |                                                                                                |                                                                                                |                                                                                                |
| 1517  | Domont — Carrefour d'Ombreval (en periode scolaire)/ Écouen — Maillol ⥋ Gare de Domont | Domont — Carrefour d'Ombreval (en periode scolaire)/ Écouen — Maillol ⥋ Gare de Domont         | Domont — Carrefour d'Ombreval (en periode scolaire)/ Écouen — Maillol ⥋ Gare de Domont         | Domont — Carrefour d'Ombreval (en periode scolaire)/ Écouen — Maillol ⥋ Gare de Domont         | Domont — Carrefour d'Ombreval (en periode scolaire)/ Écouen — Maillol ⥋ Gare de Domont         | Domont — Carrefour d'Ombreval (en periode scolaire)/ Écouen — Maillol ⥋ Gare de Domont         | Domont — Carrefour d'Ombreval (en periode scolaire)/ Écouen — Maillol ⥋ Gare de Domont         | Domont — Carrefour d'Ombreval (en periode scolaire)/ Écouen — Maillol ⥋ Gare de Domont         | Domont — Carrefour d'Ombreval (en periode scolaire)/ Écouen — Maillol ⥋ Gare de Domont         |
| 1517  | Ouverture / Fermeture 22 août 2022 / — | Longueur 3,20 - 5,80 km                                                                        | Durée 11-18 min                                                                                | Nb. d’arrêts 12 / 18                                                                           | Matériel GX 137 GX 327 Citaro C2                                                               | Jours de fonctionnement L, Ma, Me, J, V, S                                                     | Jour / Soir / Nuit / Fêtes O / N / N / N                                                       | Voy. / an —                                                                                    | Dépôt Saint-Gratien                                                                            |
| 1517  | Desserte : - Villes et lieux desservis : Domont, Ézanville et Écouen - Gares desservies : Domont et Écouen - Ézanville |                                                                                                |                                                                                                |                                                                                                |                                                                                                |                                                                                                |                                                                                                |                                                                                                |                                                                                                |
| 1517  | Autre : - Zone traversée : 4 - Arrêt non accessibles aux UFR : — - Amplitudes horaires : La ligne fonctionnera du lundi au vendredi de 5 h 40 à 8 h 20 et de 16 h 30 à 20 h 10 et le samedi de 6 h 40 à 8 h 40 et de 16 h à 20 h. - Particularités: Les arrêts entre Carrefour d'Ombreval et Gare de Domont sont desservis uniquement en période scolaire. A 12 h 45, il existe un service entre Gare de Domont et Ecouen - Maillol uniquement le mercredi en période scolaire. - Date de dernière mise à jour : 26 août 2023.                                                                                               |                                                                                                |                                                                                                |                                                                                                |                                                                                                |                                                                                                |                                                                                                |                                                                                                |                                                                                                |
| 1517  | Dernière actualisation : — |                                                                                                |                                                                                                |                                                                                                |                                                                                                |                                                                                                |                                                                                                |                                                                                                |                                                                                                |
| 1518  | Gare de Sarcelles - Saint-Brice ⥋ Piscop — Mairie | Gare de Sarcelles - Saint-Brice ⥋ Piscop — Mairie                                              | Gare de Sarcelles - Saint-Brice ⥋ Piscop — Mairie                                              | Gare de Sarcelles - Saint-Brice ⥋ Piscop — Mairie                                              | Gare de Sarcelles - Saint-Brice ⥋ Piscop — Mairie                                              | Gare de Sarcelles - Saint-Brice ⥋ Piscop — Mairie                                              | Gare de Sarcelles - Saint-Brice ⥋ Piscop — Mairie                                              | Gare de Sarcelles - Saint-Brice ⥋ Piscop — Mairie                                              | Gare de Sarcelles - Saint-Brice ⥋ Piscop — Mairie                                              |
| 1518  | Ouverture / Fermeture — / — | Longueur 3,8 km                                                                                | Durée 10-15 min                                                                                | Nb. d’arrêts 12                                                                                | Matériel GX 137                                                                                | Jours de fonctionnement L, Ma, Me, J, V                                                        | Jour / Soir / Nuit / Fêtes O / N / N / N                                                       | Voy. / an —                                                                                    | Dépôt Saint-Gratien                                                                            |
| 1518  | Desserte : - Villes et lieux desservis : Saint-Brice-sous-Forêt et Piscop - Gare desservie : Sarcelles - Saint-Brice |                                                                                                |                                                                                                |                                                                                                |                                                                                                |                                                                                                |                                                                                                |                                                                                                |                                                                                                |
| 1518  | Autre : - Zone traversée : 4 - Arrêts non accessibles aux UFR : — - Amplitudes horaires : La ligne fonctionne du lundi au vendredi de 6 h 20 à 9 h 15 puis de 16 h 20 à 19 h 55. - Date de dernière mise à jour : 26 août 2023. |                                                                                                |                                                                                                |                                                                                                |                                                                                                |                                                                                                |                                                                                                |                                                                                                |                                                                                                |
| 1518  | Dernière actualisation : — |                                                                                                |                                                                                                |                                                                                                |                                                                                                |                                                                                                |                                                                                                |                                                                                                |                                                                                                |
| 1519  | Gare de Sarcelles - Saint-Brice ⥋ Saint-Brice-sous-Forêt — Rougemonts - Liberté | Gare de Sarcelles - Saint-Brice ⥋ Saint-Brice-sous-Forêt — Rougemonts - Liberté                | Gare de Sarcelles - Saint-Brice ⥋ Saint-Brice-sous-Forêt — Rougemonts - Liberté                | Gare de Sarcelles - Saint-Brice ⥋ Saint-Brice-sous-Forêt — Rougemonts - Liberté                | Gare de Sarcelles - Saint-Brice ⥋ Saint-Brice-sous-Forêt — Rougemonts - Liberté                | Gare de Sarcelles - Saint-Brice ⥋ Saint-Brice-sous-Forêt — Rougemonts - Liberté                | Gare de Sarcelles - Saint-Brice ⥋ Saint-Brice-sous-Forêt — Rougemonts - Liberté                | Gare de Sarcelles - Saint-Brice ⥋ Saint-Brice-sous-Forêt — Rougemonts - Liberté                | Gare de Sarcelles - Saint-Brice ⥋ Saint-Brice-sous-Forêt — Rougemonts - Liberté                |
| 1519  | Ouverture / Fermeture 27 août 2007 / — | Longueur 6 km                                                                                  | Durée 15-25 min                                                                                | Nb. d’arrêts 19                                                                                | Matériel GX 137                                                                                | Jours de fonctionnement L, Ma, Me, J, V, S                                                     | Jour / Soir / Nuit / Fêtes O / N / N / N                                                       | Voy. / an —                                                                                    | Dépôt Saint-Gratien                                                                            |
| 1519  | Desserte : - Ville et lieux desservis : Saint-Brice-sous-Forêt - Gare desservie : Sarcelles - Saint-Brice |                                                                                                |                                                                                                |                                                                                                |                                                                                                |                                                                                                |                                                                                                |                                                                                                |                                                                                                |
| 1519  | Autre : - Zone traversée : 4 - Arrêts non accessibles aux UFR : Gare de Sarcelles - Saint-Brice, Plante aux Flamands, de Hameau du Moulin à Clos des Charmilles, École Léon Rouvrais (vers Gare de Saint-Brice), Fontaine Saint-Martin (vers Gare de Saint-Brice) et de Centre Sapeurs-Pompiers à Le Clos - Amplitudes horaires : La ligne fonctionne du lundi au vendredi de 6 h 15 à 22 h 25 et le samedi de 6 h 20 à 21 h 45 - Particularités : L'arrêt Zone Commerciale des Perruches est desservi du lundi au vendredi à certaines heures et le samedi toute la journée. - Date de dernière mise à jour : 26 août 2023. |                                                                                                |                                                                                                |                                                                                                |                                                                                                |                                                                                                |                                                                                                |                                                                                                |                                                                                                |
| 1519  | Dernière actualisation : — |                                                                                                |                                                                                                |                                                                                                |                                                                                                |                                                                                                |                                                                                                |                                                                                                |                                                                                                |

### Lignes de 1520 à 1529
| Ligne | Caractéristiques | Caractéristiques                                            | Caractéristiques                                            | Caractéristiques                                            | Caractéristiques                                            | Caractéristiques                                            | Caractéristiques                                            | Caractéristiques                                            | Caractéristiques                                            |
| 1520  | Attainville — Mairie ⥋ Montmorency — Mairie - Lycée | Attainville — Mairie ⥋ Montmorency — Mairie - Lycée         | Attainville — Mairie ⥋ Montmorency — Mairie - Lycée         | Attainville — Mairie ⥋ Montmorency — Mairie - Lycée         | Attainville — Mairie ⥋ Montmorency — Mairie - Lycée         | Attainville — Mairie ⥋ Montmorency — Mairie - Lycée         | Attainville — Mairie ⥋ Montmorency — Mairie - Lycée         | Attainville — Mairie ⥋ Montmorency — Mairie - Lycée         | Attainville — Mairie ⥋ Montmorency — Mairie - Lycée         |
| ----- | --- | ----------------------------------------------------------- | ----------------------------------------------------------- | ----------------------------------------------------------- | ----------------------------------------------------------- | ----------------------------------------------------------- | ----------------------------------------------------------- | ----------------------------------------------------------- | ----------------------------------------------------------- |
| 1520  | Ouverture / Fermeture — / — | Longueur 17 km                                              | Durée 10-45 min                                             | Nb. d’arrêts 32                                             | Matériel GX 427 Citaro Citaro G Facelift Urbanway 18        | Jours de fonctionnement L, Ma, Me, J, V, S                  | Jour / Soir / Nuit / Fêtes O / N / N / N                    | Voy. / an —                                                 | Dépôt Saint-Gratien                                         |
| 1520  | Desserte : - Villes et lieux desservis : Attainville, Moisselles, Bouffémont, Domont, Montlignon, Saint-Prix, Margency, Andilly, Soisy-sous-Montmorency et Montmorency - Gare desservie : Bouffémont - Moisselles |                                                             |                                                             |                                                             |                                                             |                                                             |                                                             |                                                             |                                                             |
| 1520  | Autre : - Zones traversées : 4 et 5 - Arrêts non accessibles aux UFR : — - Amplitudes horaires : La ligne fonctionne du lundi au vendredi en période scolaire de 7 h 30 à 9 h 25 puis de 16 h 10 à 18 h 20 / 12 h 35 à 13 h 25 (le mercredi uniquement) et le samedi de 7 h 50 à 8 h 5 puis de 12 h 35 à 12 h 45. - Particularités : L'après-midi en direction de Montmorency, les services partent de Collège Bury. Le samedi, les bus circulent uniquement entre Collège Bury et Mairie-Lycée - Date de dernière mise à jour : 26 août 2023. |                                                             |                                                             |                                                             |                                                             |                                                             |                                                             |                                                             |                                                             |
| 1520  | Dernière actualisation : — |                                                             |                                                             |                                                             |                                                             |                                                             |                                                             |                                                             |                                                             |
| 1521  | Gare du Gros Noyer ⥋ Saint-Prix — Léon Cordier | Gare du Gros Noyer ⥋ Saint-Prix — Léon Cordier              | Gare du Gros Noyer ⥋ Saint-Prix — Léon Cordier              | Gare du Gros Noyer ⥋ Saint-Prix — Léon Cordier              | Gare du Gros Noyer ⥋ Saint-Prix — Léon Cordier              | Gare du Gros Noyer ⥋ Saint-Prix — Léon Cordier              | Gare du Gros Noyer ⥋ Saint-Prix — Léon Cordier              | Gare du Gros Noyer ⥋ Saint-Prix — Léon Cordier              | Gare du Gros Noyer ⥋ Saint-Prix — Léon Cordier              |
| 1521  | Ouverture / Fermeture 1977 / — | Longueur 8,40 km                                            | Durée 10-20 min                                             | Nb. d’arrêts 12                                             | Matériel GX 137                                             | Jours de fonctionnement L, Ma, Me, J, V                     | Jour / Soir / Nuit / Fêtes O / N / N / N                    | Voy. / an —                                                 | Dépôt Saint-Gratien                                         |
| 1521  | Desserte : - Villes et lieux desservis : Saint-Prix et Ermont - Gare desservie : Gros Noyer - Saint-Prix |                                                             |                                                             |                                                             |                                                             |                                                             |                                                             |                                                             |                                                             |
| 1521  | Autre : - Zone traversée : 4 - Arrêts non accessibles aux UFR : — - Amplitudes horaires : La ligne fonctionne du lundi au vendredi de 6 h 30 à 11 h 35 puis de 16 h 25 à 20 h 35 - Particularités : La ligne est prolongée jusqu'à Marché le mercredi matin à raison de deux aller-retour. - Date de dernière mise à jour : 26 août 2023. |                                                             |                                                             |                                                             |                                                             |                                                             |                                                             |                                                             |                                                             |
| 1521  | Dernière actualisation : — |                                                             |                                                             |                                                             |                                                             |                                                             |                                                             |                                                             |                                                             |
| 1527  | Eaubonne — Hôpital Simone-Veil ⥋ Gare de Garges - Sarcelles | Eaubonne — Hôpital Simone-Veil ⥋ Gare de Garges - Sarcelles | Eaubonne — Hôpital Simone-Veil ⥋ Gare de Garges - Sarcelles | Eaubonne — Hôpital Simone-Veil ⥋ Gare de Garges - Sarcelles | Eaubonne — Hôpital Simone-Veil ⥋ Gare de Garges - Sarcelles | Eaubonne — Hôpital Simone-Veil ⥋ Gare de Garges - Sarcelles | Eaubonne — Hôpital Simone-Veil ⥋ Gare de Garges - Sarcelles | Eaubonne — Hôpital Simone-Veil ⥋ Gare de Garges - Sarcelles | Eaubonne — Hôpital Simone-Veil ⥋ Gare de Garges - Sarcelles |
| 1527  | Ouverture / Fermeture 22 août 2022 / — | Longueur 13,9 km                                            | Durée 40-50 min                                             | Nb. d’arrêts 29                                             | Matériel Citaro C2 GX 327 GX 337 Citaro                     | Jours de fonctionnement L, Ma, Me, J, V, S, D               | Jour / Soir / Nuit / Fêtes O / O / N / O                    | Voy. / an —                                                 | Dépôt Saint-Gratien                                         |
| 1527  | Desserte : - Villes et lieux desservis : Eaubonne, Margency, Andilly, Soisy-sous-Montmorency, Montmorency, Groslay, Saint-Brice-sous-Forêt et Sarcelles - Gares desservies : Groslay, Sarcelles - Saint-Brice et Garges - Sarcelles |                                                             |                                                             |                                                             |                                                             |                                                             |                                                             |                                                             |                                                             |
| 1527  | Autre : - Zone traversée : 4 - Arrêt non accessibles aux UFR : — - Amplitudes horaires : La ligne fonctionnera du lundi au vendredi de 5 h 30 à 23 h 45 et le week-end et jours fériés de 6 h à 21 h 45 . - Date de dernière mise à jour : 26 août 2023. |                                                             |                                                             |                                                             |                                                             |                                                             |                                                             |                                                             |                                                             |
| 1527  | Dernière actualisation : — |                                                             |                                                             |                                                             |                                                             |                                                             |                                                             |                                                             |                                                             |

### Lignes de 1530 à 1539
| Ligne | Caractéristiques | Caractéristiques                                                                   | Caractéristiques                                                                   | Caractéristiques                                                                   | Caractéristiques                                                                   | Caractéristiques                                                                   | Caractéristiques                                                                   | Caractéristiques                                                                   | Caractéristiques                                                                   |
| 1533  | SoisyBus | SoisyBus                                                                           | SoisyBus                                                                           | SoisyBus                                                                           | SoisyBus                                                                           | SoisyBus                                                                           | SoisyBus                                                                           | SoisyBus                                                                           | SoisyBus                                                                           |
| 1533  | Soisy-sous-Montmorency — Parc des Sources ⥋ Champ de courses d'Enghien — Gare SNCF | Soisy-sous-Montmorency — Parc des Sources ⥋ Champ de courses d'Enghien — Gare SNCF | Soisy-sous-Montmorency — Parc des Sources ⥋ Champ de courses d'Enghien — Gare SNCF | Soisy-sous-Montmorency — Parc des Sources ⥋ Champ de courses d'Enghien — Gare SNCF | Soisy-sous-Montmorency — Parc des Sources ⥋ Champ de courses d'Enghien — Gare SNCF | Soisy-sous-Montmorency — Parc des Sources ⥋ Champ de courses d'Enghien — Gare SNCF | Soisy-sous-Montmorency — Parc des Sources ⥋ Champ de courses d'Enghien — Gare SNCF | Soisy-sous-Montmorency — Parc des Sources ⥋ Champ de courses d'Enghien — Gare SNCF | Soisy-sous-Montmorency — Parc des Sources ⥋ Champ de courses d'Enghien — Gare SNCF |
| ----- | --- | ---------------------------------------------------------------------------------- | ---------------------------------------------------------------------------------- | ---------------------------------------------------------------------------------- | ---------------------------------------------------------------------------------- | ---------------------------------------------------------------------------------- | ---------------------------------------------------------------------------------- | ---------------------------------------------------------------------------------- | ---------------------------------------------------------------------------------- |
| 1533  | Ouverture / Fermeture 1981 / — | Longueur 7,90 km                                                                   | Durée 30 min                                                                       | Nb. d’arrêts 28                                                                    | Matériel Sprinter City 45                                                          | Jours de fonctionnement L, Ma, Me, J, V                                            | Jour / Soir / Nuit / Fêtes O / N / N / N                                           | Voy. / an —                                                                        | Dépôt Saint-Gratien                                                                |
| 1533  | Desserte : - Ville et lieux desservis : Soisy-sous-Montmorency et Montmorency - Gare desservie : Champ de courses d'Enghien |                                                                                    |                                                                                    |                                                                                    |                                                                                    |                                                                                    |                                                                                    |                                                                                    |                                                                                    |
| 1533  | Autre : - Zone traversée : 4 - Arrêt non accessibles aux UFR : — - Amplitudes horaires : La ligne fonctionne uniquement du lundi au vendredi de 9 h 30 à 17 h 40. - Particularités : Les arrêts Mermoz, Chemin Vert et La Caille sont desservis seulement le mercredi et le vendredi (jours de marché). - Date de dernière mise à jour : 26 août 2023. |                                                                                    |                                                                                    |                                                                                    |                                                                                    |                                                                                    |                                                                                    |                                                                                    |                                                                                    |
| 1533  | Dernière actualisation : — |                                                                                    |                                                                                    |                                                                                    |                                                                                    |                                                                                    |                                                                                    |                                                                                    |                                                                                    |
| 1537  | Gare d'Épinay-sur-Seine ⥋ Sarcelles — Les Flanades | Gare d'Épinay-sur-Seine ⥋ Sarcelles — Les Flanades                                 | Gare d'Épinay-sur-Seine ⥋ Sarcelles — Les Flanades                                 | Gare d'Épinay-sur-Seine ⥋ Sarcelles — Les Flanades                                 | Gare d'Épinay-sur-Seine ⥋ Sarcelles — Les Flanades                                 | Gare d'Épinay-sur-Seine ⥋ Sarcelles — Les Flanades                                 | Gare d'Épinay-sur-Seine ⥋ Sarcelles — Les Flanades                                 | Gare d'Épinay-sur-Seine ⥋ Sarcelles — Les Flanades                                 | Gare d'Épinay-sur-Seine ⥋ Sarcelles — Les Flanades                                 |
| 1537  | Ouverture / Fermeture 1985 / — | Longueur 13,5 km                                                                   | Durée 45 - 70 min                                                                  | Nb. d’arrêts 37                                                                    | Matériel GX 327 Citaro C2 GX 337                                                   | Jours de fonctionnement L, Ma, Me, J, V, S, D                                      | Jour / Soir / Nuit / Fêtes O / N / N / O                                           | Voy. / an —                                                                        | Dépôt Saint-Gratien                                                                |
| 1537  | Desserte : - Villes et lieux desservis : Épinay-sur-Seine (église Saint-Patrice d'Orgemont, collège Jean Vigo, centre commercial de l'Obélisque, parc central d'Orgemont, Lac d'Enghien, gymnase Raymond Lemaître, collège Maximilien de Robespierre, espace Lumière, centre commercial l'Ilo, centre des finances publiques, mairie, groupe scolaire Beth Israël, lycée Jacques Feder, conservatoire de musique et de dance, école Tachbar), Montmagny (Université Sorbonne Paris Nord — site de Villetaneuse, centre commercial des Sablons, collège Maurice Utrillo, église Saint-Thomas, mairie, collège Nicolas Copernic), Groslay (zone d'activités des Monts de Sarcelles) et Sarcelles (centre commercial My Place, centre sportif Nelson Mandela, centre aquatique intercommunale Christiane et Guy Canzano, conservatoire municipal de musique, Hôpital Privé Nord Parisien, grande synagogue, parc John Fitzgerald Kennedy, centre commercial des Flanades, siège social de l'ANCV, gymnase Pauline Kergomard, collège Jean Lurçat, IUT de Cergy-Pontoise, collège Évariste Galois) - Station et gares desservies : Épinay-sur-Seine, Épinay — Orgemont (T8), Lacépède (T8), Rose Bertin (T8), Épinay - Villetaneuse, Groslay, Paul Valéry (T5) et Les Flanades (T5) |                                                                                    |                                                                                    |                                                                                    |                                                                                    |                                                                                    |                                                                                    |                                                                                    |                                                                                    |
| 1537  | Autre : - Zones traversées : 3 et 4 - Arrêt non accessibles aux UFR : — - Amplitudes horaires : La ligne fonctionne du lundi au vendredi de 5 h 30 à 22 h 20, le samedi de 6 h à 22 h 50 et les dimanches et fêtes à partir de 6 h 40. - Date de dernière mise à jour : 26 août 2023. |                                                                                    |                                                                                    |                                                                                    |                                                                                    |                                                                                    |                                                                                    |                                                                                    |                                                                                    |
| 1537  | Dernière actualisation : — |                                                                                    |                                                                                    |                                                                                    |                                                                                    |                                                                                    |                                                                                    |                                                                                    |                                                                                    |

### Lignes de soirée
| Ligne  | Caractéristiques | Caractéristiques                               | Caractéristiques                               | Caractéristiques                               | Caractéristiques                               | Caractéristiques                               | Caractéristiques                               | Caractéristiques                               | Caractéristiques                               |
| Soirée | Soirée Domont | Soirée Domont                                  | Soirée Domont                                  | Soirée Domont                                  | Soirée Domont                                  | Soirée Domont                                  | Soirée Domont                                  | Soirée Domont                                  | Soirée Domont                                  |
| Soirée | Gare de Domont ⥋ Desserte de la zone en soirée | Gare de Domont ⥋ Desserte de la zone en soirée | Gare de Domont ⥋ Desserte de la zone en soirée | Gare de Domont ⥋ Desserte de la zone en soirée | Gare de Domont ⥋ Desserte de la zone en soirée | Gare de Domont ⥋ Desserte de la zone en soirée | Gare de Domont ⥋ Desserte de la zone en soirée | Gare de Domont ⥋ Desserte de la zone en soirée | Gare de Domont ⥋ Desserte de la zone en soirée |
| ------ | --- | ---------------------------------------------- | ---------------------------------------------- | ---------------------------------------------- | ---------------------------------------------- | ---------------------------------------------- | ---------------------------------------------- | ---------------------------------------------- | ---------------------------------------------- |
| Soirée | Ouverture / Fermeture 22 août 2022 / — | Longueur —                                     | Durée —                                        | Nb. d’arrêts 47                                | Matériel —                                     | Jours de fonctionnement L, Ma, Me, J, V, S     | Jour / Soir / Nuit / Fêtes N / O / N / N       | Voy. / an —                                    | Dépôt Saint-Gratien                            |
| Soirée | Desserte : - Ville et lieux desservis : Domont, Ézanville et Bouffémont - Gare desservie : Domont |                                                |                                                |                                                |                                                |                                                |                                                |                                                |                                                |
| Soirée | Autre : - Zone traversée : 4 - Arrêts non accessibles aux UFR : — - Amplitudes horaires : La ligne fonctionne du lundi au samedi soir à raison de cinq départs entre 21 h 5 et 23 h 5. - Substitution nocturne : Ce service remplace les lignes de journée et dépose les voyageurs aux arrêts demandés, sans itinéraire fixe. - Date de dernière mise à jour : 26 août 2023. |                                                |                                                |                                                |                                                |                                                |                                                |                                                |                                                |
| Soirée | Dernière actualisation : — |                                                |                                                |                                                |                                                |                                                |                                                |                                                |                                                |
| Soirée | Soirée Écouen Ézanville | Soirée Écouen Ézanville                        | Soirée Écouen Ézanville                        | Soirée Écouen Ézanville                        | Soirée Écouen Ézanville                        | Soirée Écouen Ézanville                        | Soirée Écouen Ézanville                        | Soirée Écouen Ézanville                        | Soirée Écouen Ézanville                        |
| Soirée | Gare d'Écouen - Ézanville ⥋ Desserte de la zone en soirée |                                                |                                                |                                                |                                                |                                                |                                                |                                                |                                                |
| Soirée | Ouverture / Fermeture 22 août 2022 / — | Longueur —                                     | Durée —                                        | Nb. d’arrêts 22                                | Matériel —                                     | Jours de fonctionnement L, Ma, Me, J, V, S     | Jour / Soir / Nuit / Fêtes N / O / N / N       | Voy. / an —                                    | Dépôt Saint-Gratien                            |
| Soirée | Desserte : - Ville et lieux desservis : Écouen et Ézanville - Gare desservie : Écouen - Ézanville |                                                |                                                |                                                |                                                |                                                |                                                |                                                |                                                |
| Soirée | Autre : - Zone traversée : 4 - Arrêts non accessibles aux UFR : — - Amplitudes horaires : La ligne fonctionne du lundi au samedi soir à raison de trois départs entre 22 h et 23 h. - Substitution nocturne : Ce service remplace les lignes de journée et dépose les voyageurs aux arrêts demandés, sans itinéraire fixe. - Date de dernière mise à jour : 26 août 2023.    |                                                |                                                |                                                |                                                |                                                |                                                |                                                |                                                |
| Soirée | Dernière actualisation : — |                                                |                                                |                                                |                                                |                                                |                                                |                                                |                                                |

### Transport à la demande
Le réseau de bus est complété depuis le 22 août 2022 par un service de transport à la demande, le « TàD Eaubonne Domont ».

## Gestion et exploitation
Les réseaux de transports en commun franciliens sont organisés par Île-de-France Mobilités. L'exploitation du réseau de bus de la Vallée de Montmorency revient à Transdev Valmy depuis le 1er août 2021.

### Parc de véhicules

#### Dépôts
Les véhicules sont remisés au Centre Opérationnel Bus (COB) situé sur la commune de Saint-Gratien. Celui-ci a pour mission de stocker les différents véhicules, mais également d'assurer leur entretien préventif et curatif. L'entretien curatif ou correctif a lieu quand une panne ou un dysfonctionnement est signalé par un machiniste.

#### Détails du parc
Le réseau de bus de la Vallée de Montmorency dispose d'un parc de véhicules composé de minibus, midibus, autobus standards et articulés :

#### Minibus
| Constructeur  | Modèle           | Nombre | Numéros de parc | Période de mise en service | Affectation | Observation |
| ------------- | ---------------- | ------ | --------------- | -------------------------- | ----------- | ----------- |
| Mercedes-Benz | Sprinter City 45 | 1      | 5092            | Depuis Mars 2022           | 1533        | -           |

#### Midibus
| Constructeur | Modèle   | Nombre | Numéros de parc                        | Période de mise en service            | Affectations              | Observations |
| ------------ | -------- | ------ | -------------------------------------- | ------------------------------------- | ------------------------- | --- |
| Heuliez Bus  | GX 127   | 1      | 233058                                 | Depuis Décembre 2010                  | 1516 1518 1519 1521       | Ex-Keolis CIF depuis le 1er août 2023 |
| Heuliez Bus  | GX 137   | 7      | 213029-213030 ; 213051-213054 ; 223016 | Entre Septembre 2017 et Décembre 2021 | 1516 1518 1519 1521       | 213051-213052 : Ex-Transdev Les Cars Rose depuis le 1er août 2021 213053-213054 : Ex-Cars Lacroix depuis le 1er août 2021 223021 : Ex-Transdev Montesson Les Rabaux depuis le 1er avril 2024 |
| Heuliez Bus  | GX 137 L | 7      | 213055-213061                          | Entre Juillet 2018 et Septembre 2019  | 1513 1516 Eaubonne Domont | Ex-Transdev TVO depuis le 1er août 2021 |

#### Autobus standards
| Constructeur  | Modèle            | Nombre | Numéros de parc                                                          | Période de mise en service       | Affectations                                 | Observations |
| ------------- | ----------------- | ------ | ------------------------------------------------------------------------ | -------------------------------- | -------------------------------------------- | --- |
| Heuliez Bus   | GX 327            | 18     | 211292-211293 ; 211295-211308 ; 211310 ; 211342                          | Entre Mars 2008 et Janvier 2014  | 1511 1512 1513 1514 1515 1517 1520 1527 1537 | 211292-211293, 211295-211298, 211300-211308, 211310 : Ex-Transdev TVO depuis le 1er août 2021 211299 : Ex-Transdev Les Cars Rose depuis le 1er août 2021 211342 : Ex-Transdev TRA depuis le 1er août 2022 |
| Heuliez Bus   | GX 337            | 3      | 211311-211313                                                            | Depuis Juillet 2014              | 1512 1515 1517 1520 1527                     | Ex-Transdev TVO depuis le 1er août 2021 |
| Irisbus       | Citelis 12        | 1      | 231318                                                                   | Depuis Novembre 2007             | En réserve                                   | Ex-Keolis Versailles depuis le 1er avril 2025 |
| MAN           | Lion's City L A26 | 5      | 212041-212045                                                            | Entre Décembre 2019 et Mai 2020  | 1514                                         | Ex-Transdev TVO depuis le 1er août 2021 |
| Mercedes-Benz | Citaro C2         | 37     | 201337-201339 ; 201341 ; 201429 ; 201431-201433 ; 211314-211341 ; 211343 | Entre Novembre 2014 et Juin 2019 | 1510 1511 1512 1513 1514 1515 1520 1527 1537 | 211314-211316, 211318-211327, 211329-211341 : Ex-Transdev TVO depuis le 1er août 2021 211317, 211328 : Ex-Transdev Les Cars Rose depuis le 1er août 2021 211343 : Ex-Transdev TRA depuis le 1er mai 2022 201337-201339, 201341 : Ex-Transdev AMV depuis le 1er septembre 2023 201429, 201431-201433 : Ex-Transdev Lieusaint depuis les Avril, Mai et Juin 2024 |
| Mercedes-Benz | Citaro Facelift   | 3      | 211294 ; 221070 ; 221075                                                 | Entre Juillet 2009 et Août 2010  | 1511 1512 1513 1515 1537                     | 211294 : Ex-Transdev TVO depuis le 1er août 2021 221070, 221075 : Ex-Transdev Montesson Les Rabaux depuis le 1er avril 2025 |

#### Autobus articulés
| Constructeur  | Modèle            | Nombre | Numéros de parc | Période de mise en service | Affectation | Observation                                       |
| ------------- | ----------------- | ------ | --------------- | -------------------------- | ----------- | ------------------------------------------------- |
| Heuliez Bus   | GX 427            | 1      | 212038          | Depuis Janvier 2014        | 1514        | Ex-Transdev Les Cars Rose depuis le 1er août 2021 |
| Iveco Bus     | Urbanway 18       | 1      | 212039          | Depuis Décembre 2014       | 1514        | Ex-Transdev STRAV depuis le 1er août 2024         |
| Mercedes-Benz | Citaro G C2       | 1      | 212040          | Depuis Août 2015           | 1514 1527   | Ex-Transdev TVO depuis le 1er août 2021           |
| Mercedes-Benz | Citaro G Facelift | 1      | 212037          | DepuisDécembre 2008        | 1514        | Ex-Transdev TVO depuis le 1er août 2021           |

### Tarification et fonctionnement
La tarification des lignes d'autobus d'Île-de-France est unifiée et accessible avec les mêmes abonnements. Un ticket « bus-tram », qui remplace le ticket t+ au 1er janvier 2025, permet un trajet simple quelle que soit la distance, avec une ou plusieurs correspondances possibles avec les autres lignes de bus et de tramway pendant une durée maximale de 1 h 30 entre la première et dernière validation. En revanche, un ticket validé dans un bus ne permet pas d'emprunter le métro, ni le Transilien et le RER. Les lignes Orlybus et Roissybus, assurant de façon directe les dessertes aéroportuaires via autoroute, disposent d'une tarification spécifique mais sont accessibles avec les abonnements habituels.
Les tarifs des billets et abonnements dont le montant est limité par décision politique ne couvrent pas les frais réels de transport. Le manque à gagner est compensé par l'autorité organisatrice, Île-de-France Mobilités, présidée depuis 2005 par le président du conseil régional d'Île-de-France et composé d'élus locaux. Elle définit les conditions générales d'exploitation ainsi que la durée et la fréquence des services. L'équilibre financier du fonctionnement est assuré par une dotation globale annuelle aux transporteurs de la région grâce au versement mobilité payé par les entreprises et aux contributions des collectivités publiques.

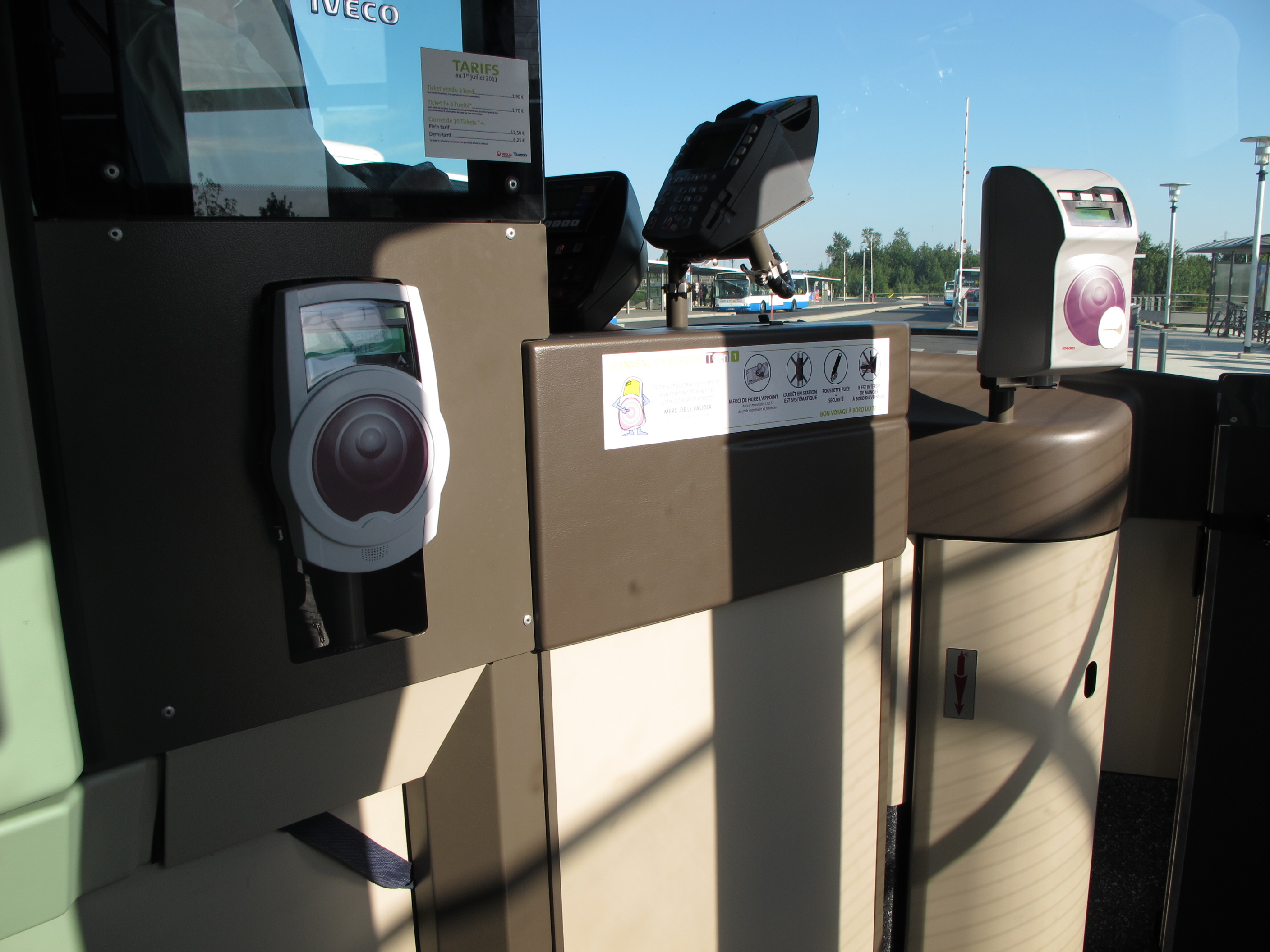
Validateurs pour passes Navigo (à gauche) et pour tickets carton (à droite) présents dans les bus et tramway.

L’achat de ticket par SMS est possible depuis 2018, en envoyant BUS suivi de la ligne empruntée au 93100. Par exemple, pour la ligne 1515, le voyageur doit envoyer BUS1515 au 93100 (coût de 2,50 € depuis le 1er janvier 2023 prélevé sur les factures de téléphone). Ce ticket SMS est valable pendant une heure, sans correspondance.

## Galerie de photographies

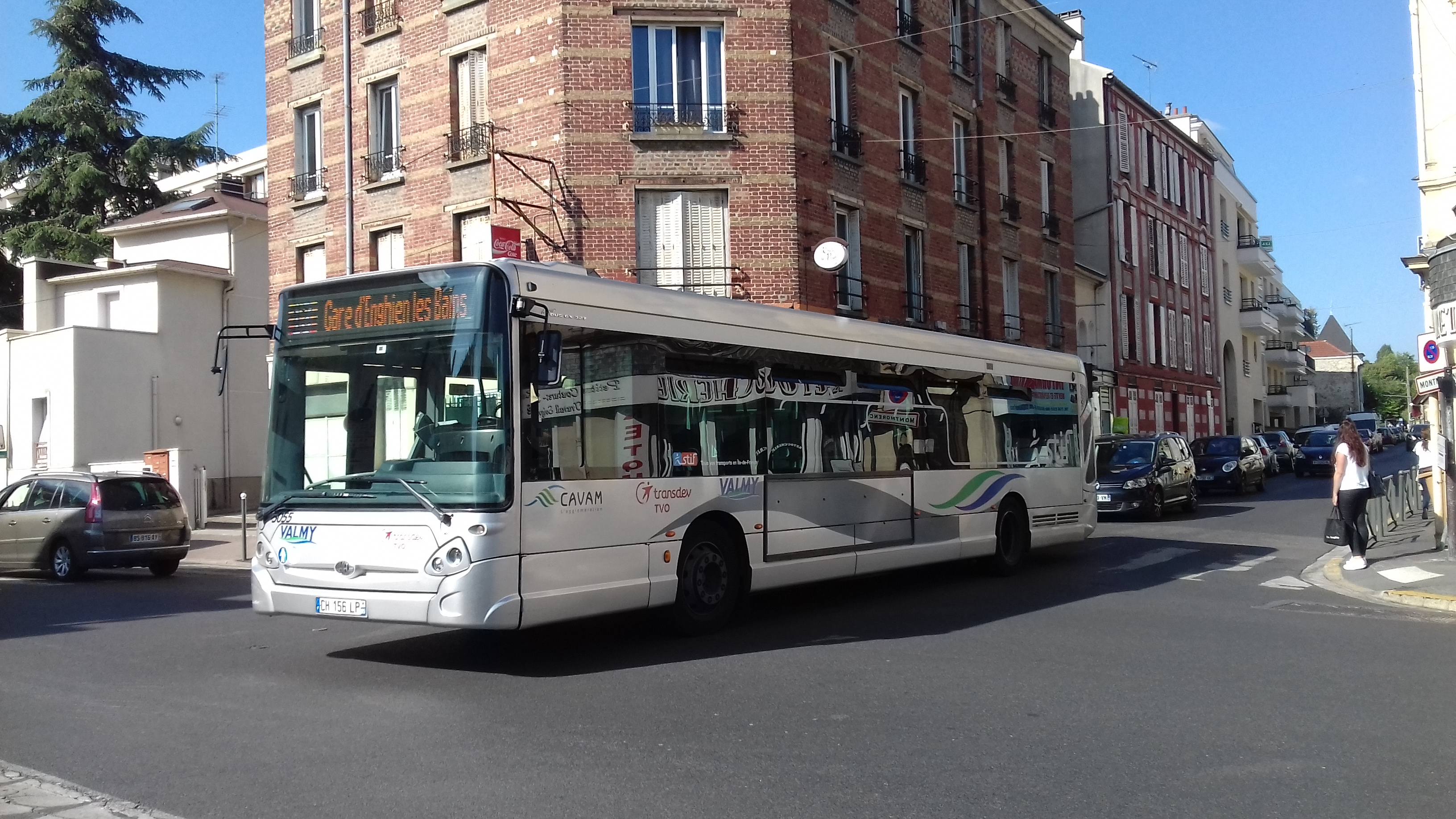
GX 327 no 5055 quittant Montmorency et entrant dans Enghien-les-Bains.
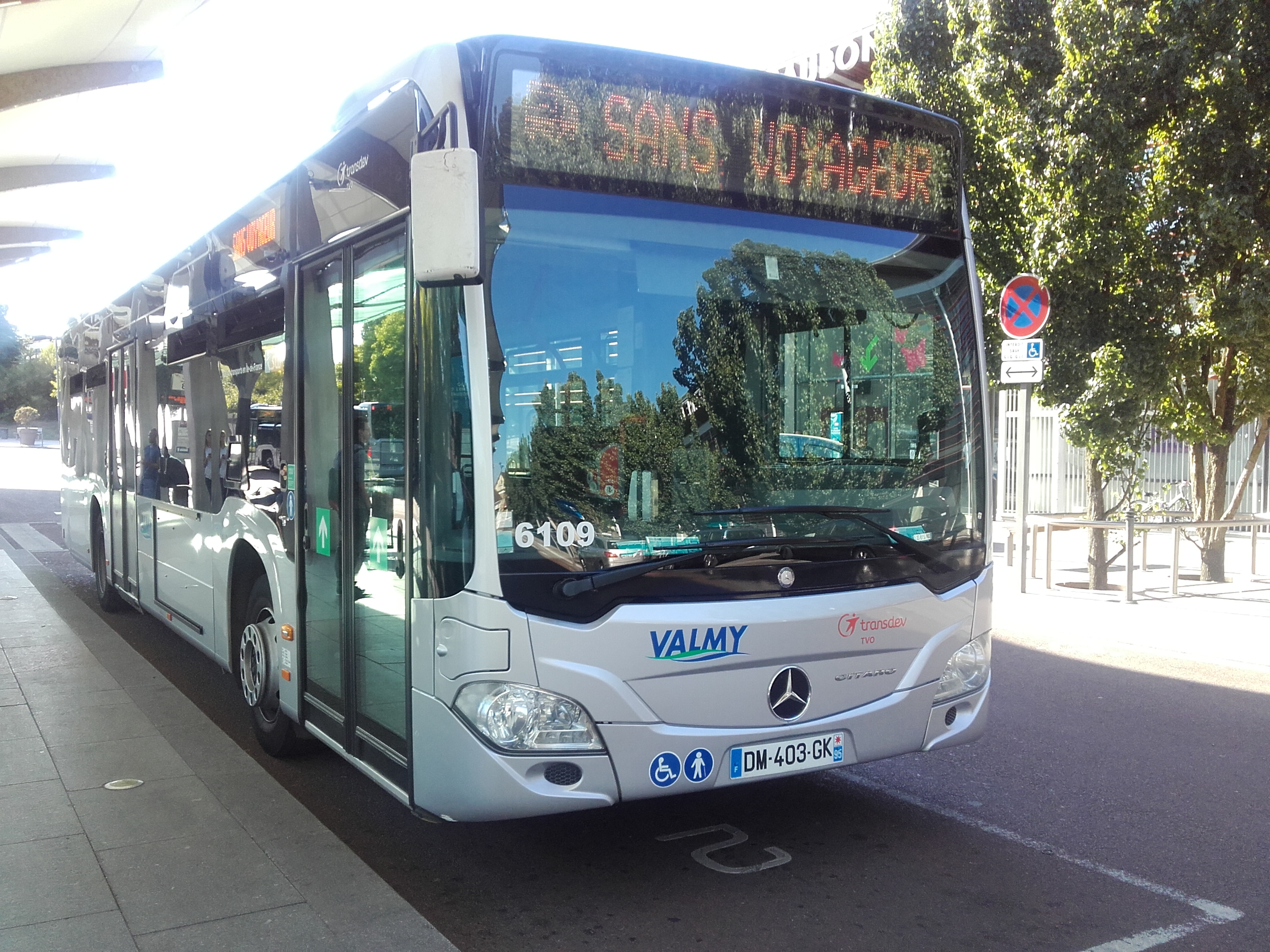
Citaro C2 no 6109 en gare d'Ermont - Eaubonne.
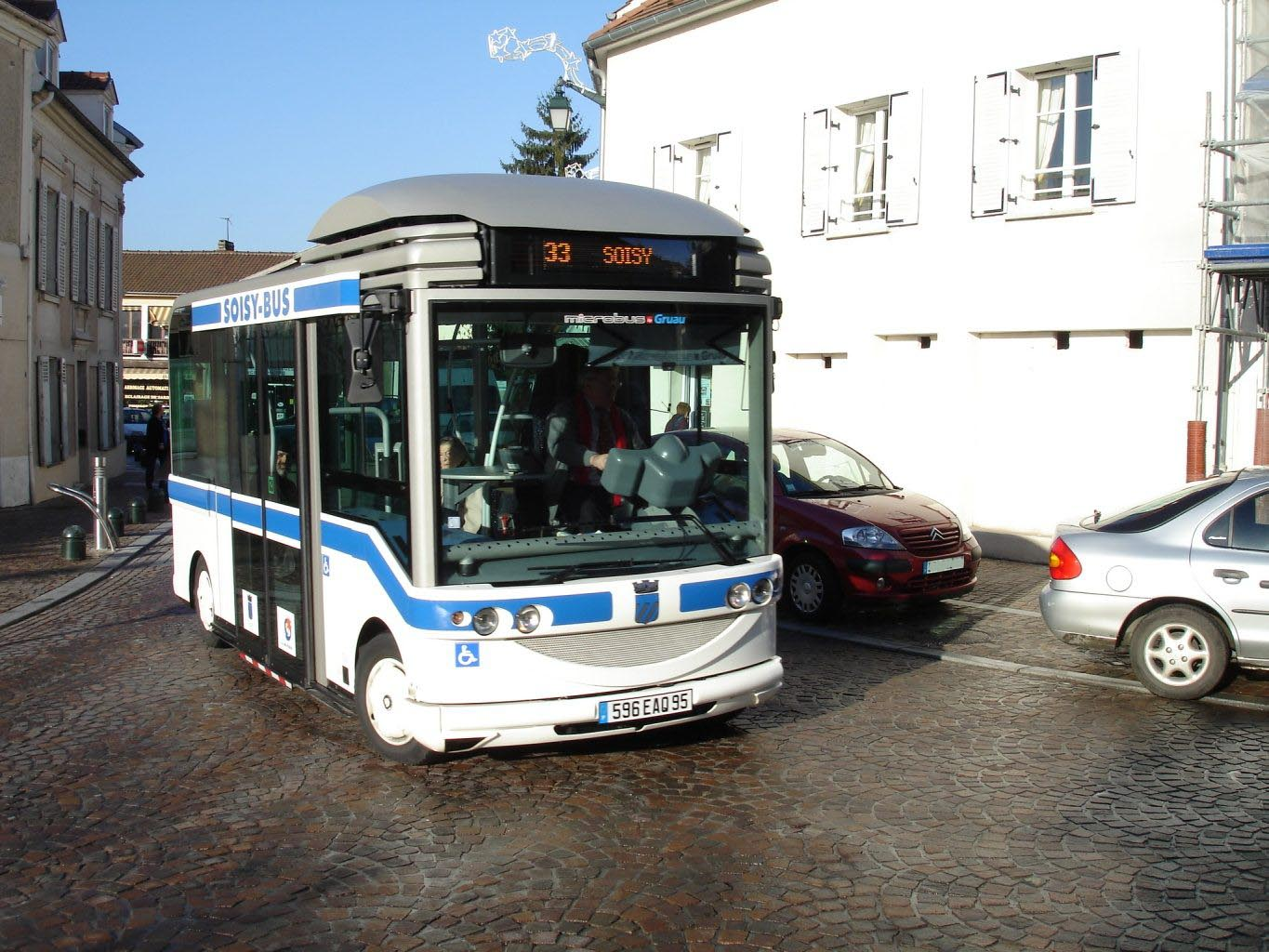
Microbus sur le Soisybus.
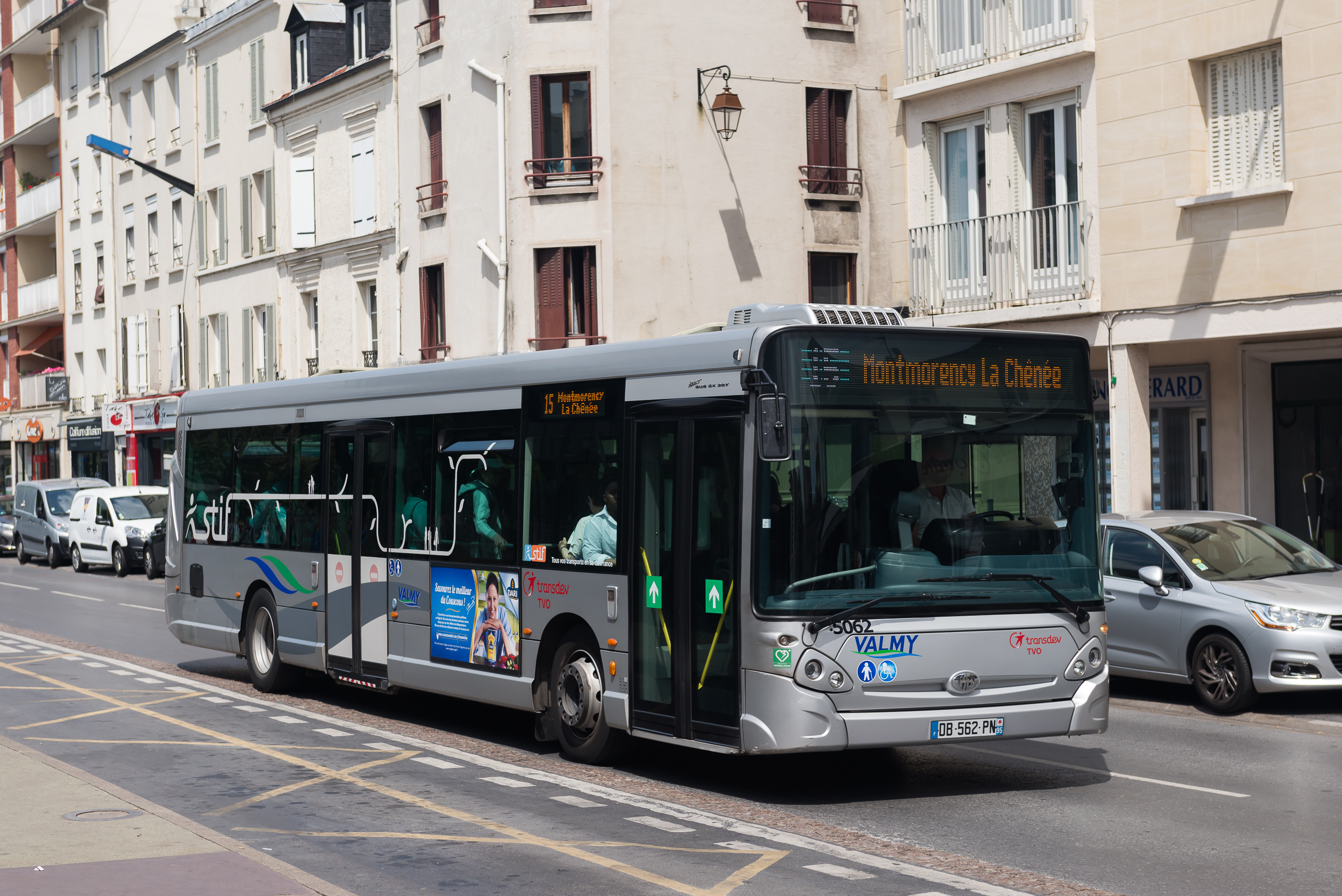
Heuliez GX327 5062 sur la ligne 15 à la gare d'Enghien-les-Bains.
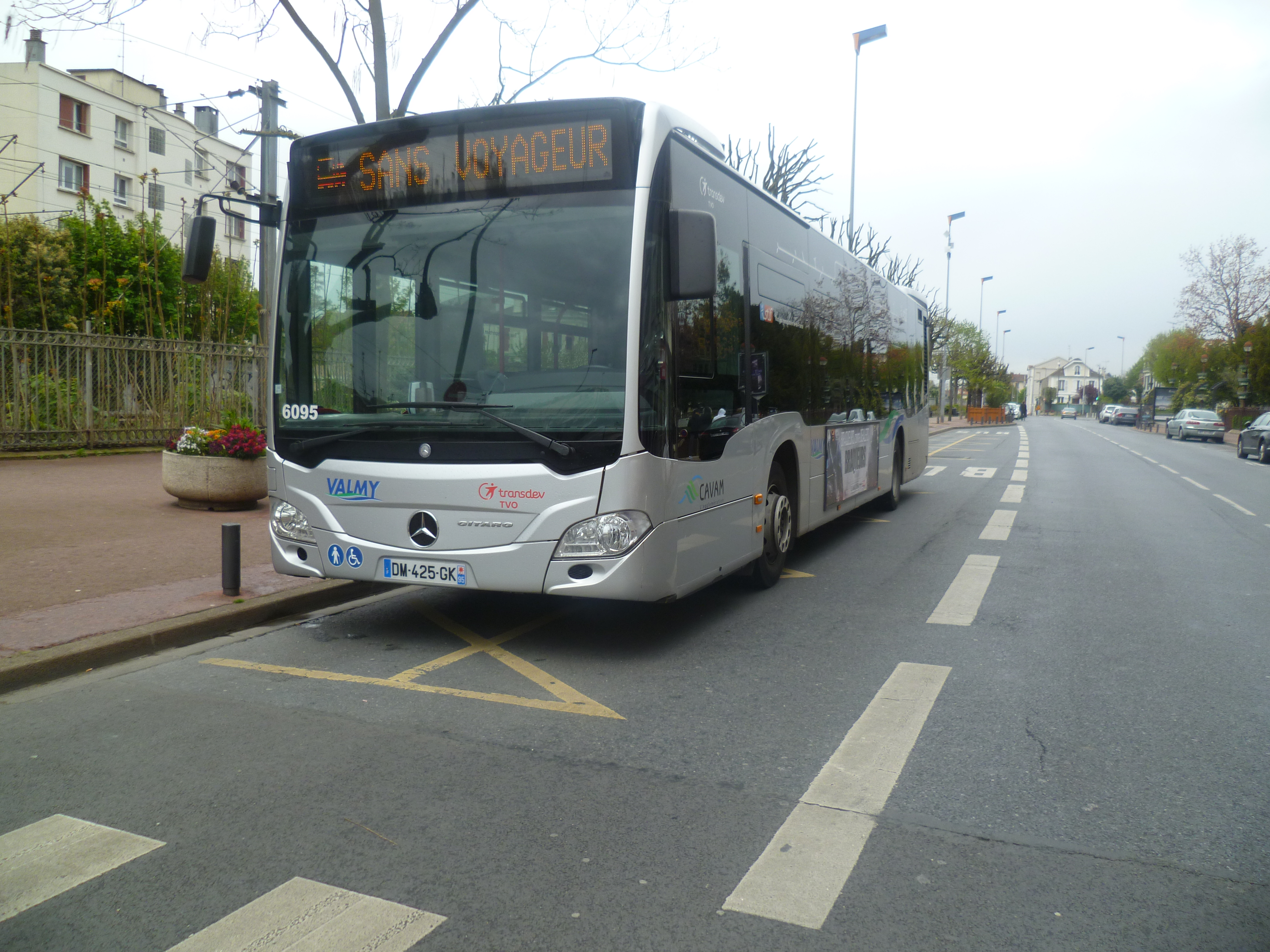
Mercedes-Benz Citaro C2 6095 en pause à la gare d'Enghien-les-Bains.

## Identité visuelle

Logo de l'ancien réseau de bus Valmy jusqu'au 1er août 2021.